# Aloaceae
Aloaceae is een botanische naam van een familie van eenzaadlobbige planten. Een familie onder deze naam wordt met een zekere regelmaat door systemen van plantentaxonomie erkend, maar niet door het APG-systeem (1998) en het APG II-systeem (2003).
Wel werd de familie erkend door het Cronquist-systeem (1981) (in de spelling Aloeaceae). Aldaar werd ze geplaatst in de orde Liliales in de onderklasse Liliidae.
De omschrijving van de familie zal gewisseld hebben, maar moet allicht het geslacht Aloë omvatten. Door APG wordt dit in de familie Asphodelaceae of Xanthorrhoeaceae geplaatst.
In het verleden is ook de spelling Aloëaceae wel gebruikt.